# Lipova
Lipova (in ungherese Lippa, in serbo Липова?), è una città della Romania di 11 007 abitanti, ubicata nel distretto di Arad, nella regione storica del Banato.
La città ha raggiunto le dimensioni attuali dopo che, all'originaria Lipova, situata sulla riva sinistra del fiume Mureș, sono state unite le località di Radna e Şoimoş, situate sulla riva destra.